# Reseda macrobotrys
Reseda macrobotrys är en resedaväxtart som beskrevs av Pierre Edmond Boissier. Reseda macrobotrys ingår i släktet resedor, och familjen resedaväxter. Inga underarter finns listade i Catalogue of Life.